# Den magiske legetøjsbutik
Den magiske legetøjsbutik er en amerikansk film fra 2007 instrueret af Zach Helm, med Dustin Hoffman og Natalie Portman i hovedrollerne.

## Medvirkende
- Dustin Hoffman som Hr. Edward Magorium
- Paul Hüttel som Hr. Edward Magorium (dansk stemme)
- Natalie Portman som Molly
- Cecilie Stenspil som Molly (dansk stemme)
- Jason Bateman som Henning Vester
- Henrik Koefoed som Henning Vester (dansk stemme)
- Zach Mills som Erik
- Oliver Ryborg som Erik (dansk stemme)
- Ted Ludzik som Bellini
- Madalena Brancatella som Jessica
- Paula Boudreau som Brenda
- Mike Realba som Dave Wolf
- Steve Whitmire som Kermit